# 双去甲氧基姜黄素
双去甲氧基姜黄素是一种有机化合物，分子式C19H16O4，属于一种姜黄色素（姜黄素衍生物），存在于薑黃（学名：Curcuma longa）中，在商用的姜黄色素中占比不到5%，去甲氧基姜黄素占比约10–20%。